# Solo (Rkomi)
Solo è un singolo del rapper italiano Rkomi, pubblicato il 28 aprile 2017 come primo estratto dell'album Io in terra.

## Video musicale
Il video musicale, diretto da Dario Garegnani, è stato pubblicato contestualmente all'uscita del singolo sul canale YouTube dell'artista.

## Tracce
1. Solo – 3:44

## Classifiche
| Classifica (2017) | Posizione massima |
| ----------------- | ----------------- |
| Italia            | 65                |